# Foot sur 7
 (novembre 2022).
Foot sur 7 est un journal électronique français de sport, fondé le 22 novembre 2010 par Gary Sognon. On y retrouve l'ensemble de l'information sportive en temps réel sous forme de textes, de photographies et de vidéos, totalement dédié aux nouvelles du monde de football.

## Description
Le média informe ses lecteurs sur les cinq grands championnats du monde du football, à savoir les championnats de France de football : ligue 1 et la ligue 2, le championnat d'Angleterre de football (Premier League), le championnat d'Italie de football (Série A), le championnat d'Allemagne de football (Bundesliga) ainsi que le championnat d'Espagne (LaLiga Santander),,,.
Si le football représente environ 100% de l'activité du média, une partie de site est consacrée au mercato du football,.

## Expansions
Le fondateur du journal électronique décide ainsi de faire une première expansion dans le même domaine d'actualité, par la création du média généraliste ivoirien afrique-sur7.ci qui est consacré entièrement à l'actualité de la Côte d'Ivoire et des pays voisins ainsi que les gros titres de l’actualité mondiale. Ce site web détient alors le 3e prix du journal numérique de Côte d'Ivoire par les jurys au salon et award de la presse numérique (PNCI) lors de sa première édition,,,.